# Atari ST Pad
L'Atari ST Pad est un micro-ordinateur de la famille des Atari ST, se présentant sous la forme d'une tablette à écran tactile accompagné d'un stylet. Ce modèle, notamment présenté en 1991 par Atari au CeBIT de Hanovre, n'a finalement pas été commercialisé.
Le ST Pad est un des précurseurs des tablettes PC qui apparaîtront dans les années 2000.

## Caractéristiques
Le ST Pad a des dimensions proches du format A4 et une épaisseur de 36 mm, pour un poids d'environ 1,5 kg.
- Processeur central : Motorola 68000 cadencé à 8 MHz.
- Mémoire vive : 1 ou 4 Mio, selon les modèles.
- Écran : LCD monochrome de 640x400 pixels.
- Connectique : Port DMA, port parallèle, port RS-232, ports Midi, port clavier, lecteur de cartes mémoires.

## Système d'exploitation
Comme tous les ordinateurs Atari, le ST Pad utilise le système d'exploitation TOS et l'environnement graphique GEM. Un programme de reconnaissance de l'écriture permet la saisie du texte.